# Kleine russische Bibliothek
Die Kleine russische Bibliothek ist eine deutschsprachige Buchreihe mit Übersetzungen russischer literarischer Werke und zu literarischen Themen der russischen Literatur.
Initiiert wurde sie vom Verleger Heinrich Ellermann, der diese Reihe zwischen 1961 und 1970 in seinem Verlag in Hamburg veröffentlichte. 1967 und 1970 erschienen nur noch jeweils ein Band und die Reihe wurde damit eingestellt.
Als Herausgeber leitete Johannes von Guenther dieses Projekt, der auch bei einigen Werken als Übersetzer fungierte. Die Reihe umfasst neunundzwanzig Titel in dreißig Bänden. Nicht zu verwechseln mit der „Russischen Bibliothek“ des Drei-Masken-Verlags (München).

## Bände
1961
- Ivan Sergeevič Šmelev: Der niegeleerte Kelch. 140 Seiten.[1]
- Nikolaj Semenovič Leskov: Lady Macbeth aus Mzensk. 113 Seiten.[2]
- Iwan Gontscharow: Ein Monat Mai in Petersburg. Erzählungen. 336 Seiten.[3]
Inhalt: Iwan Sawitsch Podschabrin. – Eine Fahrt auf der Wolga. – Diener von dazumal. – Ein Monat Mai in Petersburg.
- Fjodor Dostojewskij: Meistererzählungen. 435 Seiten.[2]
Inhalt: Der ehrliche Dieb. – Weisse Nächte. – Die Sanfte.
- Wladimir Sergejewitsch Solowjow: Drei Gespräche. 310 Seiten.[4]

1962
- Evgenij I. Zamjatin: Der Floh. 160 Seiten.[2]
 Beigefügt: Nikolai Semjonowitsch Leskow: Der Linkshänder.
- Ivan Sergeevič Turgenev: Drei Begegnungen und andere Erzählungen. 459 Seiten.[2]
- Pavel Ivanovič Mel'nikov: Die alten Zeiten. Erzählungen. 384 Seiten.[2]
- Leonid Leonow: Aufzeichnungen eines Kleinstädters. 129 Seiten.[1]
- Vsevolod Vjačeslavovič Ivanov: Die Rückkehr des Buddha. 152 Seiten.[5]
- Konstantin A. Fedin: Die Brüder. 500 Seiten.[5]
- Anton Pavlovič Čechov: Religiöse Erzählungen eines Atheisten. 409 Seiten.[2]
Inhalt: In der Karwoche. – Pein. – Eine Seelenmesse. – Unterwegs. – Albdruck. – In der Osternacht. – Die Hirtenflöte. – Die Fürstin. – Gussew. – Der Student. – Der Mord. – Bauern. – In der Schlucht. – Die Erzählung des Obergärtners. – Der Bischof.

1963
- Jurij Nikolaevič Tynjanov: Secondelieutenant Šjedoch. 96 Seiten.[6]
- Lew Schestow: Spekulation und Offenbarung. Essays und kritische Betrachtungen. 451 Seiten.[1]
- Vasilij Vasil'evič Rozanov: Solitaria. Ausgewählte Schriften. 321 Seiten.[7]
- Erich Müller-Kamp (Hrsg.): Der Polarstern. Ein Spiegel der russischen Romantik ; Erzählungen. 663 Seiten.[4]
- Dmitrij S. Merežkovskij: Gogol und der Teufel. 220 Seiten.[8]

1964
- Lev Nikolaevič Tolstoj: Ein Briefwechsel mit russischen Dichtern und Schriftstellern. 426 Seiten.[4]
- Franz Xaver Graf Schaffgotsch (Hrsg.): Russische Volksmärchen. 371 Seiten.[9]
- Valerij Brjussow: Die Republik des Südkreuzes. 203 Seiten.[2]
- Alexander Eltschinow: Aufzeichnungen. 275 Seiten.[9]

1965
- Evgenij Ivanovič Zamjatin: Die Geißel Gottes. Attila. 118 Seiten.[9]
- Nikolai Gogol: Sein Vermächtnis in Briefen. Ausgewählte Stellen aus Briefen an Freunde. 320 Seiten.[1]
- Ivan Aleksandrovič Gončarov: Briefe von einer Weltreise. Ergänzt durch Texte aus der „Fregatte Pallas“. 426 Seiten.[4]

1966
- Jurij N. Tynjanov: Wilhelm Küchelbecker  : Dichter u. Rebell. 466 Seiten[10]
- Aleksandr N. Ostrovskij: Ausgewählte Theaterstücke.[2]

1. Es bleibt ja in der Familie. 529 Seiten.
Inhalt: Es bleibt ja in der Familie. – Die Ziehtochter. – Gewitter. – Schuster, bleib bei deinem Leisten. – Was einer sucht, das findet er. – Eine Dummheit macht auch der Gescheiteste. – Ein heißes Herz.
2. Tolles Geld. 681 Seiten.[2]
Inhalt: Tolles Geld. – Der Wald. – Erst kein Groschen und nun kein Taler. – Späte Liebe. – Wölfe und Schafe. – Talente und ihre Verehrer.

- Iwan Alexejewitsch Bunin: Suchdol. 106 Seiten.[11]

1967
- Erich Müller-Kamp (Hrsg.): 66 russische Essays. 678 Seiten.[4]

1970
- Wladimir Fjodorowitsch Odojewski: Russische Nächte. 429 Seiten.[12]